# Joseph Alphonse Carron
Pour les articles homonymes, voir Carron.
Joseph Alphonse Carron est un faïencier français né à Saint-Maximin près de Senlis le 30 mars 1812 et, mort le 21 novembre 1859 à Bourg-la-Reine.

## Biographie
Il est fils du faïencier Joseph Antoine Carron (1786-1840).
Il épouse à Bourg-la-Reine Françoise Robert. De leur union va naître : Ernest Louis Carron en 1838, Jules Edouard Carron en 1839 et Félix Ernest Carron vers 1856 ; ils seront également faïenciers. Les deux premiers qui reprendront la faïencerie no 5 sise au 5 Grande-Rue à Bourg-la-Reine aujourd'hui le 31 avenue du Général-Leclerc.
Mouleur en faïence en 1836, il est de cette date à 1843 faïencier. En 1839, 1841, 1848, 1850, 1859 tourneur en faïence. Il travailla sûrement chez Mony et Laurin à la faïencerie no 2 sise au 35 Grande-Rue (actuelle avenue du Général-Leclerc ou chez Benoist et Mony à la faïencerie no 4 sise à l'angle de la Grande-Rue et de la Voie de Fontenay.

## Musées
- Musée de l'Île-de-France au Château de Sceaux dans les Hauts-de-Seine (92)
- Musée national de Céramique à Sèvres dans les Hauts-de-Seine